# Історія науки в епоху Відродження
Наука Відродження поєднала в собі багато успіхів у таких сферах як географія, астрономія, хімія, фізика, анатомія, інженерія. Непохитні існуючі до цього постулати, засновані на божественному сприйнятті світу, поступово спростовуються, деякі вчені зазнають тиску і переслідування. Активно в цей час розвиваються товарно-грошові відносини в Європі, складається нова культура. Складання нової культури в свою чергу було підготовлене суспільною свідомістю, змінами в настроях різних соціальних шарів ранньої буржуазії. Однак багато істориків вважали початок цієї доби науковою недостачею, зараз її вплив признали позитивним на науку.
Marie Boas Hall ввела термін науковий ренесанс для позначення ранньої фази наукової революції 1450р—1630р. Пітер Дір (Peter Dear) виступає за двоетапну модель науки раннього Нового часу: науковий ренесанс XV та XVI століть, зосереджений на відновленні наукових знань античності та наукова революція XVII століття, коли вчені перейшли від відновлення до нових відкриттів.

## Історія Ренесансу
Під час та після епохи Відродження XII століття Європа пережила інтелектуальне пожвавлення, особливо щодо дослідження природи. Однак у XIV столітті відбулася серія подій, які згодом стали відомі як криза пізнього середньовіччя. Одним з чинників була давньоримська античність (здебільшого давньоримська архітектура, нумізматика та медальєрне мистецтво, література, перекладена з грецької та арабської мов на латину). Звідси пішла і назва доби, її культурні діячі зуміли відродити античну спадщину і надати їй великого практичного значення.Слід згадати, що середньовіччя також зверталося до античності, особливо з XII ст., але успадкувало від неї лише окремі елементи. В нову добу, добу Ренесансу, засвоєння античності мало зовсім інший характер, її відродження стало метою і суттю нової культури. Античність сприймалася як найвищий авторитет, ідеал людської досконалості, у світлі якого оцінювалася сучасність. Найсильніше античність вплинула на освіту, філософію, образотворче мистецтво і літературу.
На перший план у ренесансному неоплатонізмі виступає його гуманістичний зміст.

## Математика
У першій половині XVI в. завдяки зусиллям італійських математиків в алгебрі відбуваються великі зрушення, супроводжувані вельми драматичними подіями. Професор Болонського університету Сципіон дель Ферро (1465-1526) знаходить спільне рішення рівняння третього ступеня але тримає його в секреті, бо воно становить велику цінність на змаганнях з вирішення завдань, які тоді широко практикувалися в Італії. Перед смертю він відкриває секрет своєму учневі Фіоре. В 1535 Фіоре викликає на змагання талантливейшего математика Нікколо Тарталью (1499-1557), який, знаючи, що Фіоре володіє способом вирішення кубічного рівняння, докладає максимум зусиль і сам знаходить рішення! Тарталья перемагає на змаганні, але також тримає своє відкриття в секреті. Нарешті, на сцені з'являється Джироламо Кардано (1501-1576). Він марно намагається знайти алгоритм вирішення кубічного рівняння і року 1539 звертається до Тарталье з проханням розповісти йому таємницю. Взявши з Кардано «священну клятву» мовчання, Тарталья частково і в не надто зрозумілої формі прочиняє для нього завісу. Кардано задовольняється і докладає зусиль, щоб ознайомитися з рукописом покійного дель Ферро. Це йому вдається, і в 1545 році він публікує книгу, в якій повідомляє алгоритм, який зведе рішення кубічного рівняння до радикалам («формула Кардано»). У цій же книзі міститься ще одне відкриття, зроблене учнем Кардано Луїджі (Лудовико) Феррарі (1522-1565), а саме рішення в радикалах рівняння четвертого ступеня. Тарталья звинувачує Кардано в порушенні клятви, зав'язується гостра і тривала полеміка. При таких обставинах заявляє про свої перші істотних досягненнях математика Нового часу.[неавторитетне джерело]

### Леонардо да Вінчі у математиці
Важливим джерелом вивчення поглядів Леонардо да Вінчі є його записні книжки і рукописи (близько 7 тисяч аркушів), написані розмовною італійською мовою, тому що Леонардо не знав латини. Сам він не залишив систематичного викладення своїх думок. «Трактат про живопис», складений після смерті учнем Леонардо Франческо Мельці з фрагментів, багато в чому самостійно взятих із контексту його записок, справив значний вплив на художню європейську практику і теоретичні думки. Для самого Леонардо да Вінчі мистецтво і наука були пов'язані нерозривно. Живопис він розумів як універсальну мову (подібно математиці у сфері науки), в якій втілені пропорції та перспективи виявлення розумного початку, який царює в природі.
Особливу увагу Леонардо да Вінчі приділяв механіці, називаючи її «раєм математичних наук» і бачачи в ній головний ключ до таємниць світопізнання. Він зробив спроби встановити коефіцієнти тертя і ковзання, вивчав опір металів, займався гідравлікою. Численні гідротехнічні досліди допомогли Леонардо правильно описати рівновагу рідини у посуді.

### Інші вчені

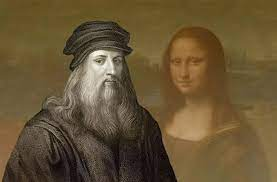
Леона́рдо да Ві́нчі і Мона Ліза

Видатних результатів досягли, серед інших, Регіомонтан, який перевів на латину праці Архімеда; Коммандіно (1509-1575), який також видав видання Архімеда, а також видання творів Евкліда, Герона та Паппа; і Мауролико (1494-1575), який не тільки перевів роботи древніх математиків, але і додав до них більшу частину своїх власних робіт. Їхні переклади дали можливість наступному поколінню математиків опанувати методи, що набагато випереджають ті, що використовувалися в Середні віки.Слід зазначити, що математичні результати XV і XVI століть не обмежувалися перекладами праць стародавніх греків. Деякі математики, такі як Нікколо Тарталья та Лука Пачолі, застосовували та доповнили результати як середньовічних ісламських учених, так і таких дослідників, як Йордан та Фібоначчі.

## Хімія
Одним з видатних вчених-енциклопедистів епохи Відродження був італієць Леонардо да Вінчі (1452-1519). Поряд з роботами по хімії металевих руд і пробірного аналізу таких авторів, як Агрікола і Ванноччо Бірінгуччо, B XVI в. було засновано новий напрямок в медицині - ятрохімія, тобто «лікарська хімія».
Найвизначнішим представником ятрохімії був Теофраст Бомбаст фон Гогенгейм (жив з 1493-1541), який отримав гучну популярність під ім'ям Парацельса, яке він сам собі привласнив. Парацельсу і належить заслуга реформатора медицини і хімії.
Будучи лікарем, добре знайомим з хімією, Парацельс запропонував об'єднати обидві області в єдину науку - ятрохімію (від грец. Іатрос — лікар).
Парацельс висунув хімічну теорію лікування хвороб, засновану на тому, що виникнення хвороб пов'язане з порушенням рівноваги в організмі трьох початків алхіміків: ртуті, сірки і солі. Виходячи з цього, Парацельс став застосовувати для лікування різні мінеральні речовини, в тому числі сильнодіючі ртутні, арсенові і сурм'яні препарати.

Періодична таблиця елементів більша частина якої була відкрита у часи Ренесансу

Серед послідовників Парацельса широку популярність здобув Андреас Лібава (жив з 1540 по 1616 рр.), Який був лікарем і викладачем хімії в Німеччині. У 1597 році Лібаво випустив великий курс хімії, названий їм «Алхімія». Це був перший в історії підручник хімії.
Лібаво розглядав різні речовини, способи їх отримання та застосування. Прості речовини він ділив на дві великі групи - Магистер і екстракти. Більшість речовин, описаних в «Алхімії», мало велике практичне значення в медичній практиці, зокрема Магистер «питних металів» - золота, срібла, заліза, так звані екстракти, есенції, горілки, настоянки та ін.
Найбільшим представником ятрохімічного напряму був голландський вчений Ян Баптиста ван Гельмонт (жив в 1577-1664 рр.).
Ван Гельмонт цікавився теоретичними проблемами і практичними питаннями іатрохімії - приготуванням ліків.
В області теоретичної хімії Ван Гельмонт належить постановка питання про справжні складові частини (засадах) складних тіл. Він відкидав стихії Аристотеля і три початки алхіміків. На думку Ван Гельмонта, тільки ті тіла можуть бути визнані простими, які виходять в результаті розкладання складних тел.
Так, при згорянні органічних речовин завжди утворюється вода; вона і повинна бути визнана елементарним тілом.